# Klein Nienhagen
Klein Nienhagen ist ein Ortsteil der Stadt Kröpelin im Landkreis Rostock in Mecklenburg-Vorpommern.

## Geografie und Verkehrsanbindung
Klein Nienhagen liegt südlich des Kernortes Kröpelin. Östlich verläuft die Landesstraße L 11, nördlich die B 105 und südlich die A 20.

## Persönlichkeiten
In Klein Nienhagen lebt der Schriftsteller Harri Engelmann (* 1947).

## Sehenswürdigkeiten

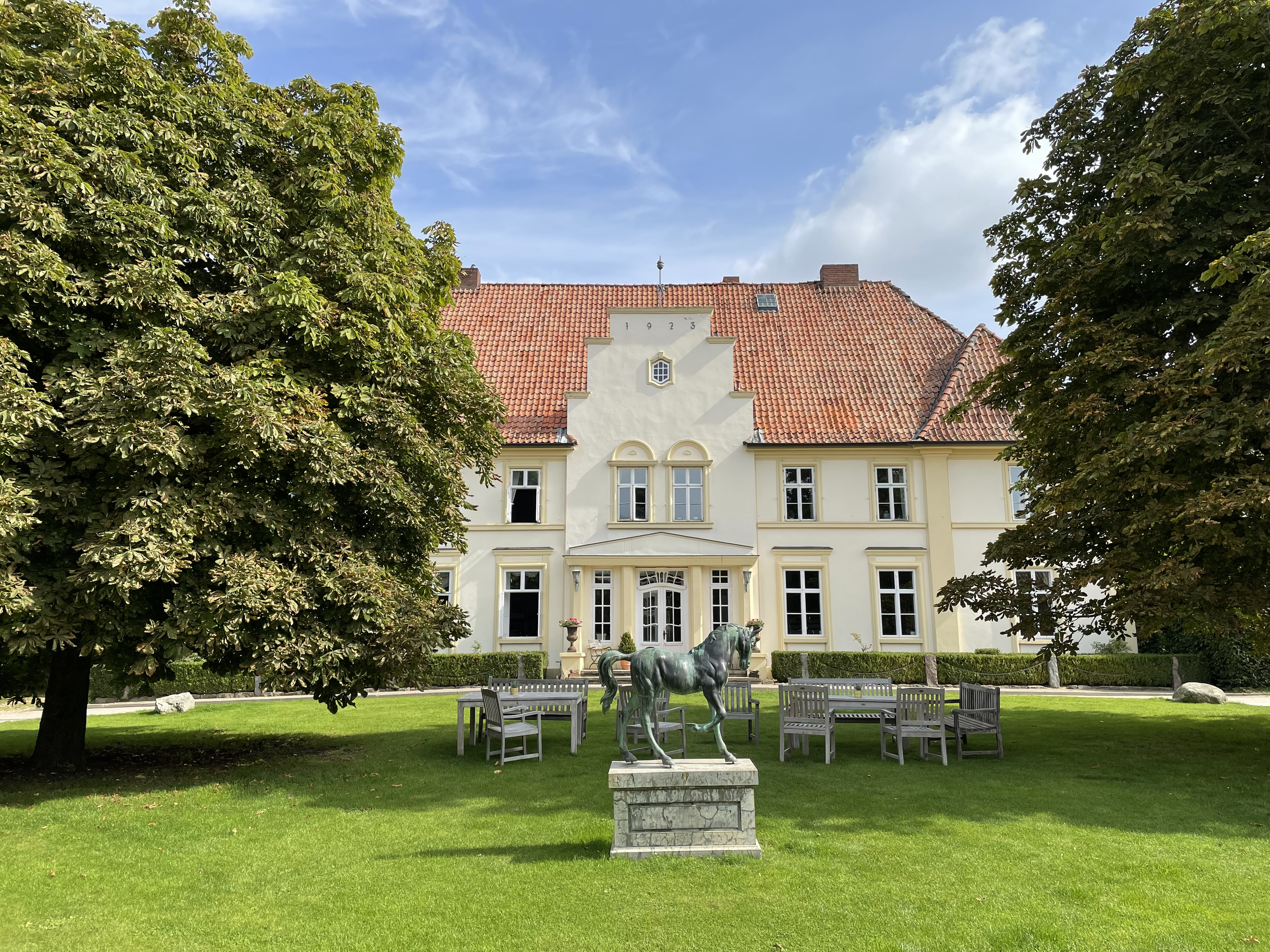
Gutshaus

→ Siehe auch Liste der Baudenkmale in Kröpelin#Klein Nienhagen
- Das zweigeschossige, achtachsige, 1923 umgebaute Gutshaus mit Walmdach und Mittelrisalit dient nach der Sanierung seit 1998 als Ferien- und Pferdehof. Das Stallgebäude stammt von 1913.  Das Gut war u. a. im Besitz der Lühe (vor 1715), Oertzen (Adelsgeschlecht) (bis 1790), Bülow (Adelsgeschlecht) (1802), Johann Georg Wachenhusen (1810–1815) und Ferdinand Graf von Polier (1910–1945).